# اوی ون آکر
اوی ون آکر (انگلیسی: Evi Van Acker؛ زادهٔ ۲۳ سپتامبر ۱۹۸۵) قایقران قایق بادبانی اهل بلژیک است.